# Dennis Dugan
Dennis Dugan (Wheaton, 5 settembre 1946) è un regista e attore statunitense.

## Carriera
Noto al pubblico televisivo per la sua partecipazione alla serie televisiva Moonlighting, e come regista dell'ultima puntata dell'omonima serie.
Ha diretto Adam Sandler in diverse occasioni.

## Filmografia

### Attore

#### Cinema
- Balordi & Co. - Società per losche azioni capitale interamente rubato $ 1.000.000 (Harry and Walter Go to New York), regia di Mark Rydell (1976)
- Il giorno della locusta (The Day of the Locust), regia di John Schlesinger (1975)
- Bersaglio di notte (Night Moves), regia di Arthur Penn (1975)
- Norman... Is That You?, regia di George Schlatter (1976)
- Un astronauta alla tavola rotonda (Unidentified Flying Oddball), regia di Russ Mayberry (1979)
- L'ululato (The Howling), regia di Joe Dante (1981)
- Playboy in prova (Can't Buy Me Love), regia di Steve Rash (1987)
- Un amore rinnovato (She's Having a Baby), regia di John Hughes (1988)
- Parenti, amici e tanti guai (Parenthood), regia di Ron Howard (1989)
- Un tipo imprevedibile (Happy Gilmore) (1996)
- National Security - Sei in buone mani (National Security) (2003)
- Indovina perché ti odio (That's My Boy), regia di Sean Anders (2012)
- Amore, matrimoni e altri disastri (Love, Weddings & Other Disasters), regia di Dennis Dugan (2020)
- La memoria dell'assassino (Knox Goes Away), regia di Michael Keaton (2023)

#### Televisione
- Una ragazza molto brutta (The Girl Most Likely To...), regia di Lee Philips (1973) - Film TV
- Colombo (Columbo) - serie TV, episodio 5x6 (1974)

### Regista
- Moonlighting - Serie TV, 1 episodio (1989)
- Piccola peste (Problem Child) (1990)
- Gli sgangheroni (Brain Donors) (1992)
- Un tipo imprevedibile (Happy Gilmore) (1996)
- Mai dire ninja (Beverly Hills Ninja) (1997)
- Big Daddy - Un papà speciale (Big Daddy) (1999)
- Assatanata (Saving Silverman) (2001)
- National Security - Sei in buone mani (National Security) (2003)
- Gli scaldapanchina (The Benchwarmers) (2006)
- Io vi dichiaro marito e... marito (I Now Pronounce You Chuck and Larry) (2007)
- Zohan - Tutte le donne vengono al pettine (You Don't Mess with the Zohan) (2008)
- Un weekend da bamboccioni (Grown Ups) (2010)
- Mia moglie per finta (Just Go with It) (2011)
- Jack e Jill (Jack and Jill) (2011)
- Un weekend da bamboccioni 2 (Grown Ups 2) (2013)
- Amore, matrimoni e altri disastri (Love, Weddings & Other Disasters) (2020)

## Doppiatori italiani
Nelle versioni in italiano delle opere in cui ha recitato, Dennis Dugan è stato doppiato da:
- Teo Bellia ne Un astronauta alla tavola rotonda
- Claudio Capone ne L'ululato
- Saverio Moriones in Playboy in prova
- Alessandro Rossi ne Un amore rinnovato
- Paolo Buglioni in Amore, matrimoni e altri disastri